# War (Bob Marley)
War è una canzone scritta da Allan Cole e Carlton Barrett e cantata da Bob Marley sull'album Rastaman Vibration del 1976, che prende spunto da un discorso dell'imperatore d'Etiopia, Hailé Selassié, assassinato due anni prima, dopo essere stato detronizzato nel 1974. Il popolo Rasta prega Selassié come la seconda incarnazione di Gesù, e si riferisce a lui come il Leone di Giuda, cosa che Marley ha fatto in molte delle sue canzoni. 
L'imperatore d'Etiopia pronunciò questo discorso all'Assemblea Generale delle Nazioni Unite, il 4 ottobre 1963, quando era ancora in carica. Marley utilizza una parte del discorso, in particolare quella che richiama all'uguaglianza tra gli uomini affinché non ci siano differenze di razza, classe o nazionalità. Nella sua canzone, Marley asserisce che ci sarà guerra fino al giorno in cui si arriverà ad una società egualitaria (soprattutto in Africa).

## Il discorso
Marley utilizza esattamente le seguenti parole del discorso di Hailé Selassié alle Nazioni Unite, trasformandole in versi ed intercalandoli con la parola war (guerra):
(Hailé Selassié I)
Conclude poi il concetto con versi che esortano a mobilitarsi per raggiungere tali obiettiviː 
Per quanto riguarda le nazioni citate da Hailé Selassié e da Marley, il Mozambico e l'Angola avevano raggiunto l'indipendenza poco prima dell'uscita del disco Rastaman Vibration (rispettivamente il 25 giugno e l'11 novembre 1975), dopo anni di guerriglia con il potere coloniale. Il regime dell'apartheid in Sudafrica cesserà pacificamente nel 1991.

## Cover
Nel 1997 il gruppo brasiliano Sepultura realizzò una cover del brano rendendola in chiave industrial metal. Il brano comprende spezzoni del discorso di Selassiè alle Nazioni Unite. Il pezzo si trova in Ratamahatta il secondo singolo tratto dal fortunatissimo album Roots. È presente solo nella versione CD e non in quella in vinile. Successivamente fu incluso anche nella compilation Blood-Rooted.
Nel 2009 Bono, il cantante del gruppo rock U2, e altri musicisti riproposero questo brano. La particolarità di questa incisione sta nel fatto che è eseguita da musicisti provenienti da tutto il mondo. Il produttore del video, Mark Johnson, ha raccolto il contributo di ciascun musicista direttamente nel proprio paese di origine, attraverso l'uso di macchine digitali portatili.